# Loogootee
Loogootee är en ort i Martin County i Indiana. Vid 2010 års folkräkning hade Loogootee 2 751 invånare.